# 香港青年關愛協會
香港青年關愛協會，全稱香港青年關愛協會有限公司，簡稱青關會，香港激進建制派政治組織。

## 簡介

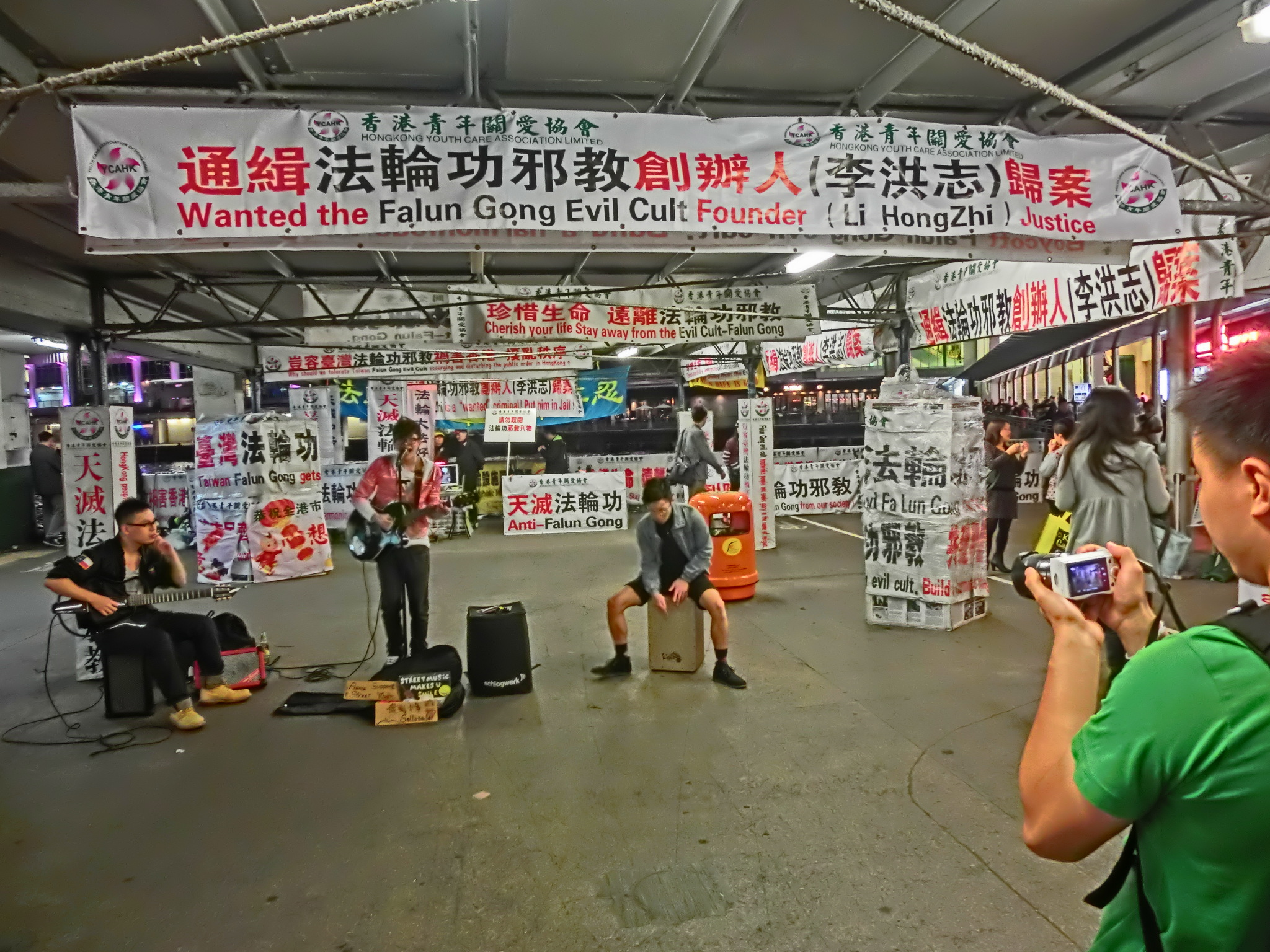
香港青年關愛協會的橫額

青關會於2012年7月13日在香港註冊（註冊編號：1757349）並正式成立的親共組織，登記地址為粉嶺安樂村（安樂村工業區）燕京啤酒大廈一樓。協會聲稱的宗旨為「以青年為本，關心、關愛青年的成長，為青年提供專業而多元的服務及活動，提升青年的社會責任，抵制不良侵襲，參與社會事務，關注青年權益，培養青年人才，促進香港繁榮安定」。該協會實際以積極介入反法輪功的運動而著稱，《美國之音》稱香港青年關愛協會為一「反法輪功組織」，成員宣稱為義工但拒絕受訪。追查迫害法輪功國際組織認為香港青年關愛協會的幕後操控者為中共當局610辦公室及其控制的中國反邪教協會，該會與香港特首梁振英關係密切。《壹週刊》指協會成員亮刀恐嚇並威脅記者和法輪功學員，拆走法輪功之橫額，連警方到場也無可奈何。壹週刊前記者也指控，採訪過程中曾遭該協會恐嚇。

2013年9月，《大紀元時報》指，青關會遷出原來燕京啤酒大樓，新址位於同區的樂鳴街六號，為協會主席洪偉成所持有的糧油公司所在。2013年12月，香港苹果日报報導指出，由燕京啤酒干部主導的青關會，由於前中央政治局常委周永康被捕，间接使得青关会失去经济支持，恐於2014年1月解散。
路透社2014年七一大遊行前夕發表〈香港的靈魂爭奪戰〉特別報導，指出香港主權移交後，法輪功學員原仍可在街頭自由抗議共產黨當局迫害，但近一年多來卻常遭遇香港青年關愛協會鬧場、打人，這類親北京團體是共產黨當局加強箝制香港這自由城市的一環，只要發生反政府的抗議活動，就會出現親北京當局的運動人士。香港及北京可靠消息人士指出，與中國共產黨或中華人民共和國政府有關的個人及組織，在香港的公民及政治生活層面，正在扮演更大角色，影響力已滲透香港的大街小巷、公司企業、媒體、宗教教堂及香港政府機關。

## 組織成員及和其他組織的關係

### 主要成員
- 洪偉成：青關會主席、中資機構燕京啤酒公司總經理。媒體報導洪負責幕後資金支持、策劃，曾任前中聯辦官員，負責培養中共地下黨員，並受曾慶紅、周永康栽培，在香港設立燕京啤酒分公司[9]。路透社引述常接觸中聯辦人士說法，洪偉成據信是中共統戰部在香港的活動核心成員[13]。
- 楊江：青關會會長，前新界總商會常務董事。
- 林國安：協會副會長兼公司董事，江西井岡山市政協委員兼特聘香港委員[15]，前民建聯成員[5]，前粉嶺華明邨業主立案法團主席[5][2] 現受聘於港鐵(澳門),常駐於澳門輕軌車廠。
- 吳創錚：公司董事[15]
- 關子昂：中資企業燕京啤酒公司經理，並為糧油食物公司股東。2013年6月初率眾暴力襲擊悼念李旺陽的香港市民，遭警方逮捕[16][9]。
- 肖小容
- 蕭桂香

### 與香港建制派的關係
《大紀元時報》報導，香港青年關愛協會與民建聯、新界社團聯會、新界工商業總會等親建制派在香港的組織有著不可分割的聯繫。

### 與新報的關係
被指立場親共的香港媒體新報，曾大量正面報導香港青年關愛協會攻擊法輪功的言論及行動，並發表攻擊法輪功的文章，協會成員亦曾在街頭派發新報。新報的實質控制者是被香港媒體稱有「黑道江湖」背景的富商、英皇集團主席楊受成，楊受成被指與鎮壓法輪功的中共江派（江澤民、周永康等人）關係良好。知名Facebook專頁朗思亦製作圖卡質疑指：新報與「關愛協會」關係非比尋常!
新報專欄作家樹根（本名趙紹根）亦向大紀元證實遭冒名污衊法輪功。該報一篇署名專欄「誰的街道誰來hold」，內文誣蔑法輪功學員講真相影響市容等，是假冒他的名字寫的；樹根要求公開澄清，並表示他是基督徒，尊重法輪功的信仰，不會批評其他宗教。他認為，該文對法輪功不公平，是一個歪曲的報道，這個作者都不應該這樣寫。

### 與中國共產黨的關係
路透社報導指出，這類親北京團體是共產黨當局加強箝制香港這自由城市的一環，只要發生反政府的抗議活動，就會出現親北京當局的運動人士。香港及北京可靠消息人士指出，與共黨或北京政府有關的個人及組織，在香港的公民及政治生活層面，正在扮演更大角色，影響力已滲透香港的大街小巷、公司企業、媒體、宗教教堂及香港政府機關。天主教人士也表示，中共國安情報人員，對香港神職人員加大監控。
香港熱血時報引述追查迫害法輪功國際組織報告指出，該協會是中共「邪教協會」網絡系統的最新成員、下屬於610辦公室，幕後指揮是周永康為首的蓋世太保機構中共政法委。該報導質疑香港警察偏袒該協會，且其成員穿制服、配有大量橫額，是一系統性有控制的暴力組織，背後勢力是發動鎮壓法輪功的中共江派，該協會是中共逐漸窄化香港言論自由的一步，手法上好以「社運手法對抗社運，製造虛假的二元對立」。。
追查迫害法輪功國際組織報告指出，香港青年關愛協會的幕後操控者為中共中央防范和处理邪教问题领导小组办公室（中央610辦公室）和中國反邪教協會，內容引自於2004年至2011年間發表的多篇調查報告對中國反邪教協會的組織結構、運作方式、及其迫害法輪功的系列活動等作出分析。有關團體「關愛協會」和「反邪教協會」被指是以民間組織身份出現的中共官方機構，以作為打壓法輪功及其他信仰團體成員的工具，由中共中央政治局常委周永康為首的中共中央政法委員會所領導，在各省、市、自治區等設有各級協會，是一個由上而下，覆蓋全中國的網絡系統。
在香港註冊的香港青年關愛協會則為該系統最新成員，該組織官方網頁下端註明的「版權擁有者」為「guanai.org」（點擊指向廣東深圳關愛協會官網），涉以香港機構形式在港行使中共610特務組織的打壓工作，目的在將中國內地舉辦的各類指控法輪功的橫幅、展板帶到香港毒害民眾，將中國共產黨迫害法輪功的慣用伎倆移植到香港，是為對香港的民主自由的侵犯。追查迫害法輪功國際組織更指出香港青年關愛協會招募中國內地和香港的黑社會成員、牢頭獄霸等，是無視香港法律法規，並一再威逼利誘香港警方助紂為虐
該報告還指出，青關會主要幹部來自香港新界總商會、新界社團聯會、新界工商業總會、香港各區工商聯等社團的骨幹，以及香港民建聯前黨員，屬於中共外圍特務組織的成員；並指其香港幕後主導者是與中共江派（江澤民、周永康）關係密切的香港特首梁振英。
香港民間人權陣線警權關注組發言人王浩賢表示，就香港青年關愛協會所引發的事件顯示出中共的危機感，所以才進一步收緊香港的思想控制：「我們見到其實中共那個思想控制越來越明顯，我們見到譬如國民教育很明顯是一個洗腦式的教育。你說會不會進一步有越來越多的思想控制，其實這個是不出奇的，尤其在一個政權越來越感覺自己危機的時候。」。

## 在香港的活動

### 活動地區
香港青年關愛協會的橫額及街站集中在法輪功組織出現的地區：包括尖沙咀、港鐵紅磡站、紅磡家維邨、紅磡灣民裕街、黃大仙祠外、新田公共運輸交匯處（落馬洲黃巴站）、東涌昂坪360纜車站、銅鑼灣崇光百貨對出、旺角亞皆老街等地。其中尤以尖沙咀最為密集，彌敦道900米的路段中，就被協會掛上多達184條橫額，而北京道iSQUARE正門外則更為密集。
《美國之音》報導，該協會計劃進一步註冊為慈善團體，又稱已聯繫香港的學校，向青年提出「遠離邪教非法組織、毒品、黑社會，以及其他不正常的活動」。關注香港民間反對德育及國民教育科的公民教育聯席發言人沈偉男表示，協會的行為「很明顯在破壞言論自由和香港的核心價值」，將留意該組織向學校的發展「這是很奇怪的，香港從來都是尊重宗教自由，如何定義邪教，他們口中講的邪教到底是甚麼？他們需要講清楚。」。

### 對法輪功的批評

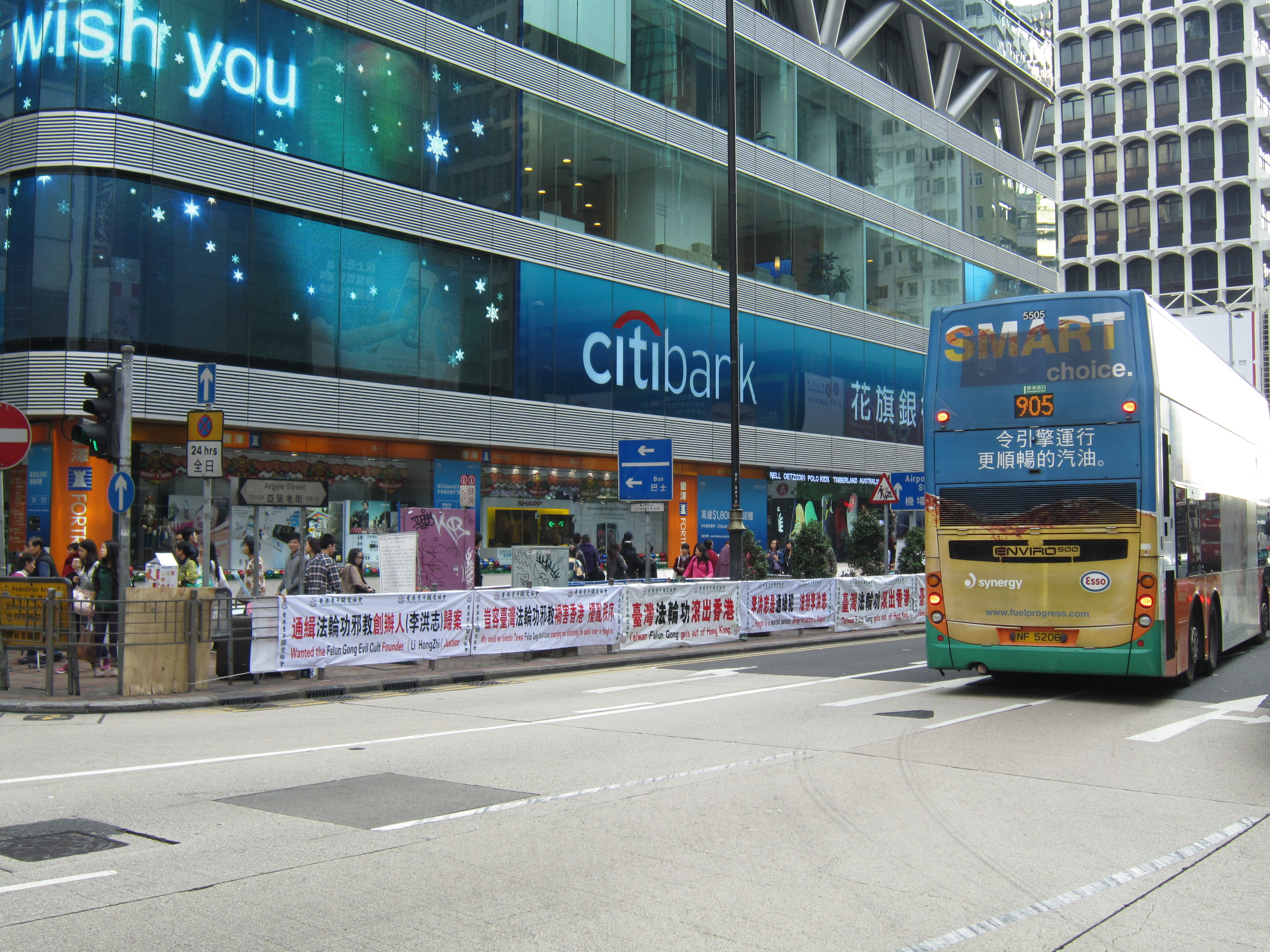
香港青年關愛協會懸掛在旺角惠豐中心外面的反法輪功橫額

被指立場親共的媒體新報訪問香港青年關愛協會副會長林國安聲言法輪功的活動經常滋擾市民，在鬧市街頭上長期展放橫額及展板，宣傳未經證實的法輪功詭異價值觀，乃荼毒青少年思想之行為，並猛烈批評中國內地領導人，發表惡毒的攻擊性言論，實在到達忍無可忍之程度。協會早期曾多次向警方、食環署等政府部門投訴無援，於是毅然決定號召義工參與反宣傳行動。協會以法輪功集中在內地遊客出入的地點擺放橫額及擺街站，遂採取針對性行動，設置反宣傳街站，同時派出義工輪流當值，以正視聽。林國安又指，香港是自由社會，不希望被人利用作為反中亂港的基地。
香港青年關愛協會以「滾出香港」、「Build a harmonious Hong Kong」、「Taiwan Falun Gong gets out of Hong Kong」「scourging the public order」等橫額，對法輪功街站的「天滅中共」等橫額進行圍堵，又多次「夜襲」一些無人看守的法輪功街站，更派人日夜看守。香港《蘋果日報》報導指，其目的為肅清法輪功對中共的言論批評。

### 2012年
2012年11月29日，香港青年關愛協會與法輪功組織，在長沙灣發祥街長沙灣遊樂場內同場舉行集會，雙方人數一度達到100人。基於雙方的政治立場對立，加上多次發生爭執，警方為防範發生衝突事件，遂出動出半百警員維持秩序，兩個團體以約10米距離分隔，然而雙方依然以揚聲器對質並叫罵。立法會議員梁國雄（長毛）及曾健成（阿牛）曾到場聲援法輪功一方，幸而最終在對峙情況下並未出現流血事件。
媒体《蘋果日報》訪問接待訪港內地團之導遊，該女導遊指稱香港青年關愛協會數月來動員幾十人，在多個旅遊點，狙擊法輪功。在其多次帶團途經法輪功之宣傳站時，每當旅客停下閱讀法輪功之街板，隨即被協會成員指嚇，更強行用反宣傳橫額遮蓋法輪功之宣傳橫額。
2012年7月，媒体《壹週刊》指協會成員一次在落馬洲的夜間行動中，有成員亮刀恐嚇並威脅記者和法輪功學員，拆走法輪功之橫額，連警方到場也無可奈何。前立法會議員黃成智表示高度關注：「我覺得這是一個很大的事情，涉及有人用凶器威脅和恐嚇採訪自由，這是很嚴重的罪行。」又強調：「警方縱容這些人用這些態度來對待新聞採訪，更加不可以接受。」黃成智指一定會跟進事件，不允許兇徒明目張膽地持械威脅。香港記者協會主席麥燕庭則指，如有人用疑似武器恐嚇記者，「既涉及犯罪，又是嚴重破壞新聞自由和採訪自由」。而協會副主席林國安以手遮擋記者鏡頭，亦屬阻攔記者採訪之行為。
根據立場親共港媒《新報》2012年9月13日報導，一名法輪功女學員7月29日在紅磡港鐵站外，剪毀2面香港青年關愛協會的「反法輪功」橫額，被警方逮捕，巡警供稱，在案發地點，見到被告手持一把剪刀曾查問被告，她以普通話回答：「他們（香港青年關愛協會）罵我們法輪功，所以我剪爛他們。」在警署錄口供時，被告自認行使正義且無罪，並撕破口供紙、抗拒套指模及拍照，因而被控兩項毀損罪、阻礙公職人員罪，3宗罪被裁定成立。

不過，裁判官於宣判時表示，被告過往無刑事紀錄，考慮到香港青年關愛協會橫額內容對她的信念有不敬之意，以致對她造成刺激才剪破2橫幅，而且被告並不了解香港法例，因此輕判罰款。香港青年關愛協會代表表示，將通過律師向特區政府律政司投訴判罰太輕，期望在刑罰方面能作出檢討，以保障市民的言論自由及私人財產。
2012年11月18日，《明報》曾訪問協會於尖沙咀街站之義工，其坦言在街道上懸掛之橫額未有經過任何申請。2012年11月27日凌晨，該會於紅磡暢運道港鐵站外等地所掛的數十幅「反法輪功」橫額遭人破壞。有港媒報導，網友稱之為「彌敦道重光日」，稱涉案者為「烈士」。
2012年11月，具法輪功背景的新唐人電視臺在香港太子道西的明愛九龍社區中心舉辦第五屆全世界中國舞舞蹈大賽香港區初賽，香港青年關愛協會動員數百人穿著綠色制服或便衣進行干擾，一方面阻撓前往會場觀賽的觀眾，另一方面又試圖衝進會場。協會成員更被指打傷、辱罵及威脅在場維持秩序的保安人員及警員。部份成功衝進會場的穿著便衣的協會成員更一度騷擾活動的進行。就此次事件，中華民國立法委員鄭麗君回應：「表演自由都要干預，我們覺得非常非常不可思議。」另一立委尤美女指：「中國舞世界大賽，用盡各種恐怖的手段，高壓的手段，去禁止中國人民出來到香港去參加比賽，在這裡呼籲世界各國，大家共同對中國，對於人權的迫害，共同一起來指責。」追查迫害法輪功國際組織發言人汪志遠稱道：「香港關愛協會是中共政法委610下面以民間的身份出面的一個官方的機構，表面上是民間團體，其實，凡是中共官方不便於出面的事情，他們出來做。從他成立開始，我們已經立案追查所參與的人員，所做的涉嫌犯罪的活動，我們都一一記錄在案，在將來的法庭上展示他們的罪證。」

### 2013年
暴力襲擊悼念六四的香港市民
2013年6月初，香港市民在旺角悼念六四民運人士李旺陽。一名參與的53歲陳姓市民，突遭四名大漢圍毆傷人，頭破血流倒地。其中一名被告關子昂事後遭逮捕，被發現是青關會主席、燕京啤酒總經理洪偉成的雇員。另三疑兇仍在逃。
2013年7月25日，香港青年關愛協會在旺角拉起橫額阻擋法輪功攤位，後來引起警方到場，拉起封鎖線。後來期間一名女教師不滿未能進入封鎖線範圍，跟警方發起爭執，事件惹來網民瘋傳及評論。

### 2016年

#### 涉入炸彈恐嚇疑案
2016年1月17日，香港青年關愛協會於尖沙嘴龍堡國際賓館男廁放置炸彈並引起公眾恐慌，其後警方到場後聲稱是假炸彈；據消息得知，香港青年關愛協會因對法輪功一年一度的交流活動阻撓不果，因而派出一名香港青年關愛協會男成員，到賓館男廁放置「炸彈」。
安置「炸彈」完成後該男子隨即致電警方報警，警方迅速派出6輛警車及數十名警察及安防人員到場，成功中止法輪功活動，並疏散過千名法輪功人士到早已安排好的地方。
警方並沒有捉拿及帶走放置炸彈的兇徒進行調查及起訴，而在警方確認可疑物品沒有爆炸力，案件列作炸彈恐嚇之後並未按照法輪功要求2點停止封鎖，讓法輪功活動繼續進行。
2016年，法輪功在香港舉辦心得交流會，青關會成員與黑幫涉入「炸彈恐嚇案」導致交流會被迫取消，香港警方逮捕部分人士並指疑犯目的是要擾亂法輪功活動無法進行。

### 2017年

#### 被要求禁止入境中華民國
香港前途關注組於8月18日，向關注香港民主連線18名中華民國立委發表公開信提出多點要求，包括拒絕所有愛護香港力量及香港青年關愛協會有關人士入中華民國簽證及入境。

### 2020年

#### 轉向低調
核心成員開始放棄以"香港青年關愛協會"行動，轉為成立"公民同心協進會"繼續在香港運作。

## 外部連結
- 香港青年圍攻法輪功？認識「香港青年關愛協會」（页面存档备份，存于）

- 揭露『香港青年關愛協會』惡行 （页面存档备份，存于），Facebook群組